# Wilson chante Montand
Wilson chante Montand est un album studio de Lambert Wilson, publié le 12 février 2016.
C'est un album constitué exclusivement de reprises de chansons interprétées par Yves Montand qui ont été arrangées par Bruno Fontaine.

## Liste des chansons
| No  | Titre                     | Paroles               | Musique           | Durée |
| --- | ------------------------- | --------------------- | ----------------- | ----- |
| 1.  | Grands Boulevards         | Jacques Plante        | Norbert Glanzberg | 02:32 |
| 2.  | La Bicyclette             | Pierre Barouh         | Francis Lai       | 03:14 |
| 3.  | Le Gamin d'Paris          | Mick Micheyl          | Adrien Mares      | 03:05 |
| 4.  | Casse-têtes               | Gébé                  | Philippe-Gérard   | 02:32 |
| 5.  | À Paris                   | Francis Lemarque      | Francis Lemarque  | 03:31 |
| 6.  | Mais qu’est-ce que j’ai ? | Édith Piaf            | Henri Betti       | 04:24 |
| 7.  | La Chansonnette           | Jean Dréjac           | Philippe-Gérard   | 02:42 |
| 8.  | Les Feuilles mortes       | Jacques Prévert       | Joseph Kosma      | 05:38 |
| 9.  | Planter Café              | Eddy Marnay           | Emil Stern        | 04:15 |
| 10. | Les Enfants qui s’aiment  | Jacques Prévert       | Joseph Kosma      | 02:45 |
| 11. | Tu repasseras             | René Rouzaud          | Maurice Jarre     | 02:56 |
| 12. | Les Bijoux                | Charles Baudelaire    | Léo Ferré         | 04:29 |
| 13. | Sanguine                  | Jacques Prévert       | Henri Crolla      | 02:45 |
| 14. | Les Berceaux              | Sully Prudhomme       | Gabriel Fauré     | 02:44 |
| 15. | Barbara                   | Jacques Prévert       | Joseph Kosma      | 05:16 |
| 16. | Syracuse                  | Bernard Dimey         | Henri Salvador    | 03:39 |
| 17. | Le Temps des cerises      | Jean Baptiste Clément | Antoine Renard    | 03:22 |

## Clips vidéos
- La Bicyclette, le 27 novembre